# 张子实
张子实（1998年—），男，山东省临沂市人。2017年美联航拖拽乘客事件白宫请愿发起人。

## 生平

### 中国大陆
1998年，张子实出生于山东省临沂市一个“家境良好”的家庭中。2010年，进入临沂市第九中学学习。据新浪博客认证为“临沂九中语文教师”的崔宗会介绍，张子实在校期间成立蒙山清泉读书社并任社长，他创办的《清泉》报纸后来成为临沂九中校报。
张子实后来接受《纽约时报》采访时提及他的家庭，其母亲在英国的一个语言中心当中文老师，其父“自己工作”。张子实的父母都比较重视教育，一直努力培养他的兴趣。张子实在中国大陆曾“学过很长时间的美术，拿过国家和省级的绘画奖。”

### 海外留学
2012年，张子实到英国读高中，并逐渐开始积极参与各种社会活动、慈善活动，参加青年组织，还曾报名参加英国广播公司(BBC)的辩论节目。
在BBC举办的关于2016年英国脱欧公投电视辩论中，支持退欧的张子实呼吁时任英国首相卡梅伦“正视人们对建制派和专家失去希望”，不要只听专家的意见。除此之外，他还参加过BBC一次关于一夫多妻制的电视直播辩论、支持女权运动、并导演了一部鼓励青年人参政的宣传片。
2016年，参与北京电视台《留学圈儿》节目录制。
2017年，张子实就美联航拖拽乘客事件在白宫网站上发起了名为“华人的命也是命（#ChineseLivesMatters）”的请愿，引发了巨大反响和社会争议。

## 活动

### 美联航拖拽乘客事件白宫请愿
2017年4月9日，美国联航快运3411号班机上发生暴力事件，69岁乘客David Dao（当时被传为华裔，后证实为美籍越南裔）在登机就坐后因拒绝将座位让给临时登机的联合航空员工，遭地面安保人员蛮力拖拽出飞机并受伤，引发美国、中国、越南等国网民强烈反应。由于受拖拽乘客当时被误传为华裔，该事件在华人圈中引发的“种族主义”争论极为强烈。
4月11日，张子实借鉴黑人平权运动中Black Lives Matter（黑人的命也是命）的口号，在白宫网站上发起了名为“华人的命也是命（#ChineseLivesMatters）”的请愿，要求美国联邦政府调查美联航拖拽乘客事件。随后，他又在中国大陆的知乎和微博发布了请愿内容和链接，呼吁网友签名、转发。请愿行为在中国网络空间引发巨大反响，张子实的知乎一天内收到点赞数将近两万，留言约三千。该请愿17小时内就收集到了10万个签名，两天内签名人数已达到了20万。
但同时，也有部分中国网民对请愿抱抵制态度。知乎专栏作者“庄稼”在题为《请不要参加张子实发起的海外请愿》的文章中批评称“张子实在请愿信中强调‘Chinese’，而不是‘Asian’”认为其目的可能是激化华人和其他种族的矛盾。对此张子实回应称“Chinese Lives Matter这个标签，我现在看来也觉得有些不合适”，并强调“接受批评意见，有则改之无则加勉”。

## 其他身份
- 观察者网专栏作者[17]
- 英国林肯郡青年内阁主席、英国青年国会副议员[7]